# Desmosoma renatae
Desmosoma renatae är en kräftdjursart som beskrevs av Saskia Brix 2007. Desmosoma renatae ingår i släktet Desmosoma och familjen Desmosomatidae. Inga underarter finns listade i Catalogue of Life.